# 楊植斗
楊植斗（1992年1月22日—），中華民國政治人物，中國國民黨籍，在2022年中華民國直轄市議員及縣市議員選舉中當選臺北市議會第六選區議員。

## 經歷
出生於雲林縣，畢業於國立臺灣大學政治系公共行政組。
楊植斗受前台北市議員羅智強栽培，並在羅智強辭任議員宣布投入桃園市市長初選後，楊植斗開始投入台北市議員選舉。2022年10月26日，在拜票時疑似重心不穩不慎從演講台上跌落後腦著地，送醫治療、兩天後出院。
2023年7月26日，總統蔡英文確診新冠肺炎，正值中颱杜蘇芮來臨前夕。楊植斗在社群媒體上說：「颱風前夕，蔡英文驚傳確診，合理懷疑她只是不想去勘災而已。」楊隨即又發文：「早不確診，晚不確診，即將要嚴陣以待面對颱風時就確診，不想勘災，不食人間煙火也不是新聞了，合理懷疑一下也是剛好吧？」當日晚間，楊植斗第三度時改變態度道歉：「之前發文不周，對蔡英文冒犯，在此鄭重道歉。」
同年8月，楊植斗市議員辦公室法務主任黃亭翰遭楊解聘而提告違反勞基法等相關規定，雙方於2024年2月底法院日前移付調解成立，楊須付21萬元給黃、黃則撤告。

## 涉比特犬飼主關說爭議
臺北市一名徐姓飼主分別在2025年03月6日、17日上午開車載著比特犬外出，該比特犬2度皆跳出車窗咬傷路人；北市動保處卻在發生2次事故之後，才針對飼主開罰、並沒入犬隻。對此，時任TVBS電視節目國民大會主持人"州長"謝曜州於2025年03月18日在中國國民黨時任臺北市議員楊植斗的臉書留言表示，「台北市議會綠友友的議員？這樣沒幾為ㄋㄟ」、「綠友友卻不是綠的，不就是...苗？」意指同區市議員苗博雅就是為比特犬飼主關說的議員。

對此苗博雅在德國開直播拆穿楊植斗3大的謊言並回應為何當下沒有接謝曜州的電話：一，楊植斗認識飼主、二，楊植斗找動保處跟飼主開會、三，楊植斗派助理盯場。苗博雅指出，如果楊植斗希望重罰飼主，應直接質詢要求重罰，而不會單方面找飼主跟動保處開會，甚至派助理去盯場，已經超過民代服務的範疇「如果這不是關說，什麼才是關說？」，不但不加以反省，甚至還和謝曜州在留言區一搭一唱寫科幻小說，怒批兩人「沒證據瞎點名苗博雅」，並重申，「任何瞎抹黑亂咬的人，請具體提出：苗博雅什麼時候、用什麼方式跟動保處關說過恐怖比特犬咬人案？」並建議楊植斗議員明明只需要跟選民道歉自己不應該幫飼主關說就可以了。

## 個人生活
2022年11月22日，楊植斗與前同事（羅智強議員服務處主任）曹羽婷登記結婚，馬英九、羅智強、蔣萬安的夫人石舫亘均到場證婚。